# Director musices
Director musices är en tjänstetitel för kapellmästare vid musikaliska ensembler vid universitet och högskolor. 
Uttrycket kommer av latinets director [dire'ktor] av dirigere [diri'gere] = (verb) 'styra' och genitiv av grekiskans mousike (se musik). I plural blir det Directores musices. Titeln användes förr även för musiklärare, speciellt vid högre läroanstalter och inom militär-/regementsmusiken. I Finland kan kyrkan och staten tilldela förtjänta musiker titeln director musices eller director cantus som en hedersbetygelse. 

## Directores musices vid svenska universitet och högskolor
Befattningen finns vid universiteten i Uppsala, Lund, Linköping och Umeå samt vid KTH i Stockholm. Vid Örebro universitet används titeln för den person som ansvarar för musiken vid universitetets ceremonier. Vid Växjö universitet fanns en befattningshavare 2000–2006 och vid dess efterföljare Linnéuniversitetet finns befattningen åter sedan 2010. Samma år infördes titulaturen även vid Malmö högskola. 

### Uppsala universitet
1. 1620-tal     Jonas Columbus
2. ?–1638     Johannes Laurentij
3. 1638–1644  Olaus Johannis Becchius
4. 1644–1662  Henricus Erici Helelius
5. 1662–1675  Carolus Petri Wallinus
6. 1675–1690  Harald Vallerius
7. 1690–1718  Christian Zellinger
8. 1719–1727  Eric Burman
9. 1727–1764  Heinrich Christoph Engelhardt
10. 1764–1783  Nils Litzelius
11. 1784–1786  Axel Eric Melin
12. 1788–1790  Johan Lithzell
13. 1790–1808  Lars Fredrik von Leijel
14. 1808–1833  Johann Christian Friedrich Haeffner
15. 1833–1848  Johan Erik Nordblom
16. 1849–1880  Jacob Axel Josephson
17. 1881–1909  Ivar Eggert Hedenblad
18. 1909–1909  Wilhelm Stenhammar
19. 1909–1910  Wilhelm Lundgren
20. 1910–1939  Hugo Alfvén
21. 1940–1960  Sven E. Svensson
22. 1960–1961  Carl Godin, tillförordnad
23. 1961–1965  Lars-Erik Larsson
24. 1966–1967  Nils-Olof Berg, tillförordnad
25. 1967–1989  Carl Rune Larsson
26. 1989–1990  Sven Åke Landström, tillförordnad
27. 1990–1999  Per Åke Andersson
28. 1999–2002  Stefan Karpe (tillförordnad 1999)
29. 2002–      Stefan Karpe (ordinarie)

### Lunds universitet
1. 1748–1780 Friedrich Kraus
2. 1781–1806 Christian Wenster d.y.
3. 1806–1856 Emanuel Wenster
4. 1858–1887 Wilhelm Gnosspelius
5. 1887–1889 Carl Kempff (tf; kunde som utländsk medborgare inte bli ordinarie innehavare av tjänsten)
6. 1889–1893 Wilhelm Heintze
7. 1893–1897 Carl Kempff (tf, se ovan)
8. 1897–1922 Alfred Berg
9. 1923–1961 Gerhard Lundqvist
10. 1961–1972 Sten-Åke Axelson
11. 1972–1997 Johan Åkesson
12. 1998–2003 Per Ohlsson
13. 2004–2005 Mika Eichenholz
14. 2005–2006 Glenn Mossop (tf)
15. 2006– Patrik Andersson

### Linköpings universitet
1. 1993–2014 Hans Lundgren
2. 2014–2023 Christina Hörnell[1]
3. 2023– Jakob Grubbström[2]

1. 2004–2008 Anna-Carin Strand, biträdande director musices
2. 2009– Merete Ellegaard, biträdande director musices

### Umeå universitet
1. 2000–       Tomas Pleje

### Växjö universitet/Linnéuniversitetet
1. 2000–2006   Svante Widén
2. 2010–2011 Pia Bygdéus

### Kungliga Tekniska högskolan (KTH)
1. 2002–2018   Gunnar Julin
2. 2018– Mats Janhagen

### Örebro universitet
1. 2003–2007 Solvieg Ågren[3]
2. 2008–2009 Martin Junstrand[3]
3. 2009–2011 Karin Oldgren[4]
4. 2020– Florian Benfer[5][6]

### Malmö universitet
1. 2010–       Daniel Hansson

## Andra svenska directores musices
- Anders Bonge (1710–1789), director musices vid Göteborgs gymnasium, domkyrkokantor
- Hans Björkman (1730–1805), director musices i Kalmar domkyrka
- Eric Dahlman (1776–1852), director musices i Västerås domkyrka och Linköpings domkyrka
- Eric Jacob Arrhén von Kapfelmann (1790–1851), director musices vid Krigsskolan i Karlberg
- Wilhelm Gnosspelius (1809–1887), director musices vid Linköpings domkyrka och läroverk
- Claes Holmgren (f. 1957) director musices h.c. i Visby stift. Utnämnd av biskop Lennart Koskinen 7 november 2010